# Oophaga occultator
Oophaga occultator är en groddjursart som först beskrevs av Myers och Daly 1976.  Oophaga occultator ingår i släktet Oophaga och familjen pilgiftsgrodor. IUCN kategoriserar arten globalt som otillräckligt studerad. Inga underarter finns listade i Catalogue of Life.